# El castillo de la pureza
El castillo de la pureza és una pel·lícula mexicana de 1973 dirigida pel cineasta Arturo Ripstein. Està basada en fets reals esdevinguts a Mèxic en la dècada de 1950.

## Argument
Gabriel Lima (Claudio Brook) està convençut que el món exterior és nociu per a la seva família i ha mantingut tancats a la seva esposa Beatriz (Rita Macedo) i als seus fills per 18 anys. La fràgil situació canvia quan s'adona que els seus fills, Porvenir (Arturo Beristáin), Utopia (interpretada per Diana Bracho) i Voluntat (Gladys Bermejo), estan entrant en l'adolescència.

## Repartiment
- Claudio Brook – Gabriel Lima
- Rita Macedo – Beatriz
- Arturo Beristáin – Porvenir
- Diana Bracho – Utopía
- Gladys Bermejo – Voluntad
- Mario Castillón Bracho – Policia encobert

## Producció
Produïda pel govern mexicà a través dels Estudios Churubusco, la història està basada en fets reals que van succeir en la dècada de 1950 i que van inspirar a Luis Spota a escriure la novel·la La carcajada del gato.
Ripstein tenia un amic que coneixia Galindo i per això se li va demanar que interpretés un paper a l'escenari. "Vaig decidir no fer-ho perquè no era actor ... però vaig llegir l'obra ... Em va agradar molt". L'actriu Dolores del Río estava interessada en els drets de l'obra i es va posar en contacte amb Luis Buñuel, que va rebutjar, però va recomanar al seu protegit, Ripstein. "Dolores del Río va trucar i em va dir:" M'agradaria fer una adaptació de l'obra "i vaig dir:" Preferiria anar directament a la font i agafar el cas als diaris ". Després, Ripstein va contractar a José Emilio Pacheco per ajudar-lo en la investigació i redacció del guió. Aleshores Dolores del Rió va mostrar discrepàncies en l'elecció del protagonista masculí. Ripstein aleshores va marxar dels Estudios Churubusco i va topar amb la productora Angélica Ortiz, que va donar suport financer al projecte.

## Premis i reconeixements
Premi Ariel (1972)
| Categoria                | Persona                              | Resultat   |
| ------------------------ | ------------------------------------ | ---------- |
| Millor pel·lícula        |                                      | Guanyador  |
| Millor director          | Arturo Ripstein                      | Nominat    |
| Millor actor secundari   | Arturo Beristáin                     | Guanyador  |
| Millor actriu secundària | Diana Bracho                         | Guanyadora |
| Millor guionista         | Arturo Ripstein, José Emilio Pacheco | Nominat    |
| Millor fotografia        | Alex Phillips                        | Nominat    |
| Millor muntatge          | Eufemio Rivera                       | Nominat    |
| Millor escenografia      | Manuel Fontanals                     | Guanyador  |
| Millors decorats         | Lucero Isaac                         | Nominat    |